# Glasnevin
Glasnevin (irl. Glas Naíon) – dzielnica Dublina w Irlandii, położona w Northside około 3 km od centrum miasta. Przez dzielnicę przepływa rzeka Tolka. Na terenie dzielnicy znajduje się Glasnevin Cemetery - jeden z największych cmentarzy Irlandii.